# Pille danach
Die Notfallverhütung (auch Notfallkontrazeption; umgangssprachlich Pille danach) ist ein hormonell wirksames Präparat zur Empfängnisverhütung, das nach dem Geschlechtsverkehr zur Verhinderung einer Schwangerschaft eingenommen wird. Die Wirkstoffe sind das Gestagenderivat Levonorgestrel oder der Progesteron-Rezeptor-Modulator Ulipristalacetat. Die Einnahme erfolgt so früh wie möglich innerhalb einer vom Wirkstoff abhängigen Zeitspanne nach dem ungeschützten Geschlechtsverkehr. Diese Medikamente sind nicht zur regelmäßigen Empfängnisverhütung geeignet und stören den natürlichen Menstruationszyklus.
Präparate zur Notfallverhütung sind in vielen Ländern rezeptfrei erhältlich, darunter in den meisten EU-Staaten wie Deutschland, Österreich, aber auch in der Schweiz und in den USA.

## Abgrenzung
„Die Pille“ ohne den Zusatz „danach“ ist hingegen der verbreitetste umgangssprachliche Begriff für die Antibabypille, die ab dem Beginn des weiblichen Zyklus (ab dem 1. Tag der Menstruation) täglich eingenommen werden muss, um wirksam zu sein.
Die Pille danach ist nicht zu verwechseln mit der sogenannten „Abtreibungspille“, die als Wirkstoff Mifepriston enthält.
Eine Spirale danach ist bis spätestens fünf Tage nach ungeschütztem Geschlechtsverkehr möglich.

## Wirkungsweise
Bei den Präparaten wird auf die ovulationshemmenden Wirkung der Wirkstoffe gesetzt. Zusätzlich werden auch andere Mechanismen wie die Behinderung der Spermien diskutiert. Auch eine Hemmung der Nidation (Einnistung) einer bereits befruchteten Eizelle wird insbesondere bei Ulipristalacetat diskutiert.

## Wirkungsmechanismus

### Levonorgestrel
Die Wirksamkeit von Levonorgestrel hängt ab vom Zeitpunkt der Einnahme, die bis spätestens 72 Stunden (drei Tage) nach dem Geschlechtsverkehr folgen muss. Eine mögliche Schwangerschaft wird umso wahrscheinlicher verhindert, je früher sie eingenommen wird. Bei Einnahme der ersten Dosis innerhalb von 24 Stunden liegt die Rate der Schwangerschaften bei etwa 0,6 %. Wird die Pille danach erstmals am zweiten Tag nach dem Geschlechtsverkehr genommen, beträgt die Schwangerschaftsrate etwa 1,2 % und 2,7 % bei Einnahme am dritten Tag.
Der genaue Wirkungsmechanismus der Wirkstoffe ist nicht vollständig geklärt. Als Hauptwirkung der Pille danach wird in der medizinischen Fachliteratur die Verhinderung des Eisprungs (Ovulation) angegeben, also die ovulationshemmende Wirkung.
Sollte sich die Wirkung darauf beschränken, könnte sie keine Schwangerschaft verhindern, wenn die Pille danach erst nach dem Eisprung eingenommen wird.
Der Eisprung ist die Voraussetzung für eine Befruchtung der Eizelle durch ein Spermium. Die Reifung der Eizelle und der Eisprung werden durch Hormone gesteuert. Ein sprunghafter Anstieg der Konzentration des Luteinisierenden Hormons (LH) im Blut löst ca. 14 bis 16 Tage vor der nächsten Menstruation den Eisprung aus. Hormone aus der Gruppe der Gestagene hemmen die Ausschüttung von LH. Levonorgestrel – der Wirkstoff der Pille danach – ist ein künstlich hergestelltes Gestagen, das gezielt die LH-Ausschüttung und damit den Eisprung verhindert. Ist der LH-Anstieg bereits erfolgt (12 bis 24 Stunden vor dem Eisprung), so hat Levonorgestrel auf die finale Reifung des Follikels und auf den Eisprung keinen Einfluss mehr.
Neben der Wirkung auf den Eisprung wurde experimentell eine Verminderung der Beweglichkeit und Funktionsfähigkeit von Spermien durch die Wirkstoffe festgestellt. Die Gabe von Levonorgestrel führt zu einer verminderten Zahl von Spermien in der Gebärmutter. Levonorgestrel bewirkt, dass das Sekret der Drüsen der Gebärmutterschleimhaut weniger sauer wird (der pH-Wert des Sekretes erhöht sich), was eine verminderte Beweglichkeit der Spermien zur Folge hat. Daneben bewirkt Levonorgestrel ein zäheres Sekret des Gebärmutterhalses. Infolgedessen wird die Wanderung weiterer Spermien aus der Vagina in die Gebärmutter unwahrscheinlicher.
Ob Levonorgestrel die Einnistung (Nidation) befruchteter Eizellen in die Gebärmutterschleimhaut hemmt, ist wissenschaftlich umstritten. Direkte Hinweise für eine solche Nidationshemmung existieren nicht. Für indirekte Hinweise, wie beispielsweise Veränderungen der Struktur und Funktion der Gebärmutterschleimhaut durch die Gabe der Pille danach, die möglicherweise die Einnistung der befruchteten Eizelle verhindern könnten, existieren sowohl bestätigende als auch verneinende Untersuchungen. Insgesamt werden solche Effekte, die nach Befruchtung der Eizelle stattfinden können (post-fertilization effects), als wenig relevant für die empfängnisverhütende Wirkung der Pille danach angesehen. Diskutiert wird, ob die Fehlschläge der postkoitalen Schwangerschaftsverhütung darauf zurückzuführen sind, dass die Pille danach möglicherweise keinen Einfluss auf die Einnistung einer befruchteten Eizelle hat.
Wissenschaftlich gesichert ist, dass Levonorgestrel (ebenso wie Ulipristalacetat, siehe unten) wirkungslos ist, wenn sich die befruchtete Eizelle bereits in der Gebärmutterschleimhaut eingenistet hat. Die irrtümlich zu späte Einnahme von Levonorgestrel wirkt sich nicht negativ auf bereits bestehende Schwangerschaften aus.

### Ulipristalacetat
Ulipristalacetat (Handelsname ellaOne) steht als Notfallkontrazeptivum in Deutschland seit Ende 2010 zur Verfügung. Es verhindert den Eisprung noch bis wenige Stunden vor dem Zeitpunkt, auch dann, wenn bereits ein LH-Anstieg erfolgt ist. Es muss innerhalb von 120 Stunden (fünf Tagen) nach dem Geschlechtsverkehr eingenommen werden; allerdings ist auch hier wie bei LNG die Sicherheit umso höher, je früher das Medikament nach dem ungeschützten Geschlechtsverkehr eingenommen wird. Ulipristalacetat ist ein selektiver Progesteron-Rezeptormodulator (SPRM): Es verhindert das Andocken des körpereigenen Sexualhormons Progesteron, so dass dieses nicht wirken kann. Der Eisprung wird verhindert oder verzögert. Die Bildung von Proteinen, die für den Beginn und Erhalt einer Schwangerschaft notwendig sind, wird unterdrückt.
Ulipristalacetat wurde von der Deutschen Gesellschaft für Gynäkologische Endokrinologie und Fortpflanzungsmedizin im Februar 2013 als Standardmedikament für die Notfallkontrazeption bezeichnet.

## Unerwünschte Wirkungen
Sehr häufig (bei über 10 %) auftretende, unerwünschte Wirkungen nach Einnahme von Levonorgestrel sind Übelkeit, Kopfschmerzen und Unterbauchschmerzen. Unabhängig von der Menstruation können Blutungen auftreten (Zwischenblutungen). Die nachfolgende Menstruationsblutung kann verspätet einsetzen; allerdings sollte ein Schwangerschaftstest durchgeführt werden, wenn die Menstruation eine Woche nach dem erwarteten Zeitpunkt noch nicht eingesetzt hat oder schwächer als üblich ausfällt. Bei Erbrechen bis zu drei Stunden nach Einnahme der Pille danach wird eine erneute Einnahme von Levonorgestrel empfohlen. Übelkeit und Erbrechen können mit Metoclopramid behandelt werden. Auch nach der Gabe von Ulipristalacetat sind die häufigsten Nebenwirkungen Unterleibsschmerzen, Menstruationsstörungen, Übelkeit und Kopfschmerzen.
Frauen mit einem Risiko für Eileiterentzündungen, Eileiter- oder Bauchhöhlenschwangerschaften müssen mit ihrer Ärztin oder ihrem Arzt klären, ob die Pille danach als Notfallverhütung für sie in Frage kommt.

## Abgabevoraussetzungen für Levonorgestrel
Die Weltgesundheitsorganisation (WHO) empfiehlt aufgrund der relativ guten Verträglichkeit von Levonorgestrel, und weil eine ärztliche Untersuchung vor der Einnahme nicht nötig ist, die Pille danach rezeptfrei zugänglich zu machen, weil so ungewollte oder unerwünschte Schwangerschaften und Schwangerschaftsabbrüche vermieden werden können.
In fast allen europäischen Ländern ist Levonorgestrel zur postkoitalen Empfängnisverhütung ohne Rezept erhältlich. Ausnahmen sind Polen und Ungarn. Die Deutsche Gesellschaft für Gynäkologie und Geburtshilfe und der Berufsverband der Frauenärzte sprachen sich 2013 gegen eine Entlassung aus der Rezeptpflicht aus. Die Kassenärztliche Bundesvereinigung bezweifelte eine Verbesserung der Versorgung betroffener Frauen. Andere deutsche Verbände und Experten sprachen sich für eine Rezeptfreistellung aus. Fürsprache kam auch 2014 von der österreichischen AGES, die die Rezeptfreistellung in Österreich (Ende 2009) als Erfolgsgeschichte bezeichnet.
| Staat                         | Status                    | Beschreibung |
| ----------------------------- | ------------------------- | --- |
| Deutschland                   | rezeptfrei seit März 2015 | Zum 14. März 2015 wurde die Pille danach mit dem Wirkstoff Levonorgestrel rezeptfrei, die Zustimmung Erziehungsberechtigter bei Jugendlichen ab 14 Jahren ist nicht erforderlich. Veranlasst durch die Entscheidung der EU-Kommission im Januar 2015, das ulipristalhaltige Notfallkontrazeptivum EllaOne verschreibungsfrei zu stellen, hatte das Bundesgesundheitsministerium im gleichen Monat einen Verordnungsentwurf zur Änderung der Arzneimittelverschreibungsverordnung vorgelegt, wodurch Notfallkontrazeptiva sowohl mit Ulipristal als auch Levonorgestrel aus der Verschreibungspflicht entlassen werden sollten. Am 6. März 2015 stimmte der Bundesrat dem Verordnungsentwurf zu. Vorangegangen waren jahrelange Debatten. Bereits 2003 hatte sich der zuständige Ausschuss des Bundesinstituts für Arzneimittel und Medizinprodukte (BfArM) dafür ausgesprochen, Levonorgestrel zur postkoitalen Verhütung aus der Rezeptpflicht zu entlassen. Pro familia hatte sich mit einer Kampagne für die Freigabe engagiert (2012), hingegen sprachen sich der Berufsverband der Frauenärzte (BVF) und die Deutsche Gesellschaft für Gynäkologie und Geburtshilfe (DGGG) gegen die Rezeptfreiheit aus (2012). 2012 hatten SPD und Linke die Regierung in zwei Anträgen im Bundestagsausschuss für Gesundheit zur Entlassung aus der Verschreibungspflicht aufgefordert, Unionsparteien und FDP lehnten im Mai 2013 – vier Monate vor der Bundestagswahl – ab. Im November 2013 hatte der Bundesrat dem gemeinsamen Bundesratsantrag der Landesregierungen von Baden-Württemberg und Nordrhein-Westfalen mit dem Ziel der rezeptfreien und kostenlosen Abgabe zugestimmt, jedoch erließ in der Folge Bundesgesundheitsminister Hermann Gröhe keine entsprechende Verordnung. |
| Österreich                    | rezeptfrei seit 2009      | 2005 setzten Bestrebungen ein, Levonorgestrel als Pille danach rezeptfrei zugänglich zu machen. Im Jahr 2007 sprachen sich die Grünen und die SPÖ eindeutig für eine Liberalisierung aus; die FPÖ war gegen die Aufhebung der Rezeptpflicht und die ÖVP ohne klare Position. Ein Streitpunkt war, dass durch die Aufgabe der Rezeptpflicht auch das Werbeverbot entfallen würde. Mit Bescheid vom 18. Dezember 2009 – ein Jahr nach dem Antritt der Regierung Faymann I – wurde die Pille danach rezeptfrei erwerbbar gemacht. Übergangsweise hatte bis dahin eine „Notfallregelung“ auf Länderebene existiert: in den östlichen Bundesländern durften die Apotheker im freien Ermessen das Präparat auch ohne Rezept aushändigen. |
| Schweiz                       | rezeptfrei seit 2002      | In der Schweiz ist die Pille danach seit November 2002 als einzelne Tablette zu 1,5 mg Levonorgestrel rezeptfrei erhältlich. Das Arzneimittel darf ohne Rezept nur nach einem ausführlichen Gespräch mit dem Apotheker abgegeben werden. |
| Liechtenstein                 | rezeptfrei                | [ 31 ] |
| Belgien                       | rezeptfrei seit 2001      | [ 12 ] |
| Dänemark                      | rezeptfrei seit 2001      | [ 12 ] |
| Estland                       | rezeptfrei seit 2003      | [ 12 ] |
| Finnland                      | rezeptfrei seit 2002      | [ 12 ] |
| Frankreich                    | rezeptfrei seit 1999      | Wird in Schulen bei Bedarf an Schülerinnen abgegeben. 'pilule du lendemain' |
| Griechenland                  | rezeptfrei seit 2005      | [ 12 ] |
| Großbritannien und Nordirland | rezeptfrei seit 2001      | Wird in Schulen bei Bedarf an Schülerinnen abgegeben. 'morning-after pill'. |
| Irland                        | rezeptfrei seit 2011      | [ 35 ] |
| Island                        | rezeptfrei seit 2006      | [ 12 ] |
| Italien                       | rezeptfrei seit 2020      | [ 36 ] |
| Lettland                      | rezeptfrei seit 2003      | [ 12 ] |
| Litauen                       | rezeptfrei seit 2005      | [ 12 ] |
| Luxemburg                     | rezeptfrei seit 2005      | [ 12 ] |
| Niederlande                   | rezeptfrei seit 2004      | [ 12 ] |
| Norwegen                      | rezeptfrei seit 2000      | [ 12 ] |
| Polen                         | verschreibungspflichtig   | Im März 2024 legte Präsident Andrzej Duda sein Veto gegen die Aufhebung der Verschreibungspflicht ein, da die Aufhebung auch für 15–17-Jährige gegolten hätte. Die Regierung plant, auf dem nicht zustimmungspflichtigen Verordnungsweg die Ausstellung des Rezepts durch die Apotheken zu ermöglichen. Im Mai 2024 setzte die Regierung ein Pilotprojekt um, bei dem teilnehmende Apotheker das Medikament an die Frau abgeben dürfen, wenn sie mit ihr ein verpflichtendes Gespräch in einem separaten Raum geführt haben; bei Minderjährigen ist zusätzlich die Zustimmung der Eltern erforderlich. |
| Portugal                      | rezeptfrei seit 2000      | [ 12 ] |
| Schweden                      | rezeptfrei seit 2001      | [ 12 ] |
| Slowakei                      | rezeptfrei seit 2006      | [ 12 ] |
| Spanien                       | rezeptfrei seit 2009      | [ 12 ] |
| Tschechien                    | rezeptfrei                | [ 41 ] |
| Türkei                        | rezeptfrei                | |
| Ungarn                        | verschreibungspflichtig   | [ 42 ] [ 43 ] |
| USA                           | rezeptfrei seit 2013      | Die Pille danach mit dem Arzneistoff Levonorgestrel war in den USA seit April 2009, nach einer richterlichen Anweisung an die FDA, für Frauen ab 17 Jahren rezeptfrei abzugeben. Für jüngere Frauen war sie verschreibungspflichtig; im April 2013 wurde auch diese Rezeptpflicht aufgehoben. |

Aufgrund neuer Kenntnisse zu Wechselwirkungen mit anderen Medikamenten wird das Bundesinstitut für Arzneimittel und Medizinprodukte (BfArM) neue Hinweise zur Abgabe herausgeben, nach denen Apotheker bestehende Medikationen erfragen sollen, anhand dessen die jeweilige Dosierung angepasst wird.

## Abgabevoraussetzungen für Ulipristalacetat
Für das seit 2009 in den Ländern der EU zugelassene und verschreibungspflichtige Ulipristalacetat empfahl die Europäische Arzneimittel-Agentur im November 2014 die Entlassung aus der Verschreibungspflicht für die Verwendung zur Notfallkontrazeption. Am 8. Januar 2015 beschloss die EU-Kommission die EU-weite Aufhebung der Rezeptpflicht für ellaOne. Das deutsche Bundesgesundheitsministerium kündigte die schnelle Umsetzung der Entscheidung an. Jugendliche ab 14 Jahren können das Präparat in Deutschland auch ohne Zustimmung erwerben und anwenden. In Ungarn bleibt ellaOne verschreibungspflichtig. In Polen wurde der EU-Empfehlung kurzfristig entsprochen, woraufhin ellaOne nach kurzer Zeit ausverkauft war. Im Juni 2017 wurde das Medikament nach Schaffung eines entsprechenden Gesetzes wieder verschreibungspflichtig.
Am 26. Februar 2015 beschloss der deutsche Bundestag, dass die Kostenübernahme durch die Krankenkasse für Patientinnen unter 20 Jahren (seit 29. März 2019 unter 22 Jahren) trotz Entlassung aus der Verschreibungspflicht bestehen bleibt; die Bewerbung des Präparats gegenüber Patientinnen ist weiter verboten. Am 6. März 2015 stimmte auch der deutsche Bundesrat der Entlassung aus der Rezeptpflicht zu. Damit war zunächst „das nach Artikel 3 Absatz 1 der Verordnung (EG) Nr. 726/2004 zugelassene Fertigarzneimittel ellaOne zur Notfallkontrazeption“ ab dem 14. März 2015 von der Rezeptpflicht befreit. Seit dem 8. Januar 2016 sind generell solche Arzneimittel, die „Ulipristalacetat in Zubereitungen zur oralen Anwendung ohne Zusatz weiterer arzneilich wirksamer Bestandteile in einer Konzentration bis zu 30 mg Wirkstoff je abgeteilter Arzneiform und in Packungen mit einem maximalen Wirkstoffgehalt von 30 mg zur Notfallkontrazeption“ enthalten, rezeptfrei.
In den Vereinigten Staaten sind Apotheken rechtlich zur Abgabe ärztlich verordneten Ulipristalacetats verpflichtet. Einzelne Apotheker, deren religiöse Überzeugungen der Abgabe widersprechen, dürfen letztere nur dann verweigern, wenn ein anderer Mitarbeiter derselben Apotheke das Präparat der Patientin zeitnah aushändigt. Dies entschied der Oberste Gerichtshof verbindlich im Juli 2016. In den meisten anderen Fällen können Apotheker in den USA selbst entscheiden, welche Produkte sie führen.

## Auffassung der Kirchen

### Römisch-katholische Kirche
Grundsätzlich lehnt die Römisch-Katholische Kirche die Pille danach sowohl bzgl. einer ovulationshemmenden, als auch bzgl. einer nidationshemmenden Wirkung ab. Ersteres aufgrund ihrer Position zur Empfängnisverhütung, letzteres weil dies für sie bereits eine Abtreibung darstellt. Dies hat die Kongregation für die Glaubenslehre unter anderem in ihrer lehramtlichen Instruktion Donum vitae von 1987 folgendermaßen begründet: „Von dem Augenblick an, in dem die Eizelle befruchtet wird, beginnt ein neues Leben, welches weder das des Vaters noch das der Mutter ist, sondern das eines neuen menschlichen Wesens, das sich eigenständig entwickelt. Es würde niemals menschlich werden, wenn es das nicht schon von diesem Augenblick an gewesen wäre.“ Die kirchliche Lehre sieht sich hier in den „Forschungsergebnissen der Humanbiologie bestätigt, die anerkennt, dass in der aus der Befruchtung hervorgehenden Zygote sich die biologische Identität eines neuen menschlichen Individuums bereits konstituiert hat.“
Ausnahmen in der Ablehnung der Pille danach macht die Kirche allerdings im Falle einer Vergewaltigung. Im Januar 2013 wurde berichtet, dass eine vergewaltigte Frau in zwei katholischen Krankenhäusern damit nicht behandelt worden war. Der zuständige Kölner Erzbischof Joachim Kardinal Meisner führte daraufhin aus: „Wenn nach einer Vergewaltigung ein Präparat, dessen Wirkprinzip die Verhinderung einer Zeugung ist, mit der Absicht eingesetzt wird, die Befruchtung zu verhindern, dann ist dies aus meiner Sicht vertretbar. Wenn ein Präparat, dessen Wirkprinzip die Nidationshemmung ist, mit der Absicht eingesetzt wird, die Einnistung der bereits befruchteten Eizelle zu verhindern, ist das nach wie vor nicht vertretbar, weil damit der befruchteten Eizelle, der der Schutz der Menschenwürde zukommt, die Lebensgrundlage aktiv entzogen wird.“ Bezüglich der Beurteilung der zentralen Wirkprinzipien der einzelnen Präparate fügte er hinzu: „Die Kirche kann dazu nur die moralischen Prinzipien erklären. Der einzelne Arzt einer katholischen Einrichtung muss sich dann unter Voraussetzung dieser Prinzipien gewissenhaft kundig machen und so zu einer verantwortungsvollen Entscheidung kommen.“ Zur kirchlichen Position ließ er erläutern: „Es geht beim Thema Vergewaltigung nicht um die Ganzheitlichkeit eines liebenden Aktes, sondern um die Verhinderung einer verbrecherischen Befruchtung.“ Anschließend bekräftigte auch die Vollversammlung der Deutschen Bischofskonferenz, „dass in katholischen Krankenhäusern Frauen, die Opfer einer Vergewaltigung geworden sind, selbstverständlich menschliche, medizinische, psychologische und seelsorgliche Hilfe erhalten. Dazu kann die Verabreichung einer ‚Pille danach‘ gehören, insofern sie eine verhütende und nicht eine abortive Wirkung hat. Medizinisch-pharmazeutische Methoden, die den Tod eines Embryos bewirken, dürfen weiterhin nicht angewendet werden. Die deutschen Bischöfe vertrauen darauf, dass in Einrichtungen in katholischer Trägerschaft die praktische Behandlungsentscheidung auf der Grundlage dieser moraltheologischen Vorgaben erfolgt. Auf jeden Fall ist die Entscheidung der betroffenen Frau zu respektieren.“ Der Präsident der zuständigen Päpstlichen Akademie für das Leben hat diese Line daraufhin mit dem Hinweis auf die Enzykliken Casti connubii und Humanae vitae öffentlich unterstützt. Er erinnerte daran, dass katholische Krankenhäuser empfängnisverhütende Mittel unter bestimmten Umständen bereits seit 50 Jahren verabreichen, seitdem es während der Kongokrise zu massenhaften Vergewaltigungen kam. Die Erlaubnis galt später auch im Bosnienkrieg, als Vergewaltigungen insbesondere katholischer Ordensschwestern als gezieltes Mittel der Kriegsführung eingesetzt wurden. Einige katholische Krankenhäuser wie die in Köln, so der Präsident, seien sich dieser Kriterien allerdings offenbar nicht bewusst.
Dementsprechend erklärte Ende Februar 2013 auch die Spanische Bischofskonferenz die Verschreibung der Pille danach an vergewaltigte Frauen für zulässig, sofern die Medikamente keine abtreibende Wirkung hätten. Den spanischen Bischöfen sei aber nicht bekannt, ob eine Pille danach ohne abtreibende Wirkung entwickelt worden sei: „Wenn es in Deutschland so etwas gibt, wissen wir nichts davon.“

### Evangelisch-lutherische Kirchen
In der evangelischen Kirche ist Lebensschutz ebenfalls ein wichtiges Thema, ebenso aber auch die individuelle Verantwortung. Paul Metzger vom konfessionskundlichen Institut Bensheim der evangelischen Kirche betont, es gebe in der evangelischen Kirche keine bindende Meinung. Um den Wirkstoff Ulipristalacetat, dessen nidationshemmende Wirkung noch nicht bewiesen sei, werde auch in der evangelischen Kirche gestritten. Für „radikale Evangelikale“ sei dies nach Ansicht Metzgers ein Problem.
Eine Notfallversorgung gibt es nach Aussage von Norbert Groß, Direktor des Evangelischen Krankenhausverbandes, in allen evangelischen Krankenhäusern unabhängig davon, welche Position das Haus oder der behandelnde Arzt zum Lebensschutz allgemein hat. Ein Streitfall sei die Pille danach im Verband noch nie gewesen.

## Werbung und Versandhandel
In Deutschland ist die direkte Bewerbung des Präparats gegenüber Patientinnen verboten, ebenso der Versandhandel.

## Handelspräparate
Levonorgestrel: PiDaNa 1,5 (DE), Duofem, NorLevo (DK, CH), Vikela (AT), Postinor, Plan B (USA, CAN)
Die meisten Packungen enthalten nur eine Tablette mit 1,5 mg Levonorgestrel. Teilweise gibt es Präparate zu 2 Tabletten mit jeweils 0,75 mg Levonorgestrel. Für die Wirkung ist es unerheblich, ob die notwendige Dosis auf eine oder zwei Tabletten aufgeteilt wird. Kombinationspräparate aus den Hormontypen Gestagen und Östrogen (Yuzpe-Methode, z. B. Tetragynon, vier Dragées mit je 0,25 mg Levonorgestrel und 0,05 mg Ethinylestradiol) werden wegen der erheblichen Nebenwirkungen nicht mehr verwendet.
Ulipristalacetat: ellaOne (EU)
Die Stiftung Warentest hat die zwei in Deutschland erhältlichen Präparate PiDaNa und ellaOne getestet. Das Präparat PiDaNa bewertete sie als geeignet, Ellaone dagegen als nur mit Einschränkung geeignet.